# Stanisław Antoni Wotowski
Stanisław Antoni Wotowski (ur. 1895, zm. prawdopodobnie w 1939) – polski pisarz i dziennikarz, policjant, właściciel prywatnego biura detektywistycznego, znawca okultyzmu oraz masonerii; autor powieści kryminalnych, sensacyjnych, historycznych i okultystycznych.

## Życiorys
Syn Stanisława Wotowskiego (1848-1931), jeźdźca konnego, autora licznych publikacji poradnikowych z hipologii. Przed I wojną światową przypuszczalnie studiował nauki prawnicze w Petersburgu. W 1915 członek Straży Miejskiej, która przejęła od Rosjan władzę w Warszawie (pełnił służbę wartowniczą w Teatrze Wielkim). Po wkroczeniu armii niemieckiej rozpoczął pracę w XI komisariacie milicji, jednocześnie pełnił funkcję sędziego śledczego. W 1916 przeniósł się do siedziby Milicji w Pałacu Blanka, a następnie został podkomisarzem w XI Posterunku Policji przy ul. Wielkiej 33, gdzie pracował z komisarzem Henrykiem Wardęskim. 1917 ukończył kurs w szkole policyjnej. 9 listopada 1918 Wotowski był w grupie osób zajmujących gmach niemieckiej Komendy Głównej Policji Kryminalnej, następnie został komisarzem posterunku przy ul. Świętokrzyskiej w Warszawie. Brał udział w wojnie 1920 r., wstępując na ochotnika do 213. pułku Ministerstwa Spraw Wojskowych. W listopadzie 1921 mianowany podinspektorem i komendantem województwa nowogródzkiego. W końcu 1922 zrezygnował z pracy w policji i wrócił do Warszawy, gdzie założył biuro detektywistyczne. Zajmował się w dużej mierze tropieniem na zlecenie skandali towarzyskich, jak także afer sekciarskich i nierządów.
Prowadził m.in. sprawę lekarki Zofii Sadowskiej, oskarżonej przez niego o uwodzenie swoich pacjentek, rozbijanie małżeństw i przyczynienie się do samobójstwa nieletniej. Doktor Sadowska oskarżyła go o rozpowszechnianie fałszywych informacji na jej temat po instytucjach publicznych i gazetach, ale Wotowski został uniewinniony w pierwszym procesie w 1925.
Na zlecenie Piotra Rokossowskiego Wotowski śledził jego młodszą o ponad 20 lat żonę; detektywowi udało się udowodnić wiarołomstwo żony Rokossowskiego. Załamany mąż zastrzelił małżonkę. Bratem mordercy był Kazimierz Rokossowski, poseł Narodowo-Chrześcijańskiego Stronnictwa Pracy, który oskarżył Wotowskiego o sprowokowanie całego nieszczęścia. Sprawa ta nadszarpnęła reputację detektywa.
W 1924 Wotowski założył dwutygodnik Rzeczy ciekawe, który nie utrzymał się długo na rynku i został zamknięty już w 1925. Zasłynął wykładami na temat okultyzmu, spirytualizmu, masonerii i sekt, z którymi w latach 20. i 30. jeździł po Polsce.
Jego losy po 1939 są nieznane, wiadomo, że 14 września przeżył niemieckie bombardowanie Bród w województwie tarnopolskim, a 17 września był na przejściu granicznym w Zaleszczykach razem z generałem Kazimierzem Ładosiem, którego Wotowski był adiutantem.

## Twórczość
Pierwszym utworem był dramat Rasputin, napisany w 1917 wraz z Józefem Ostoją Sulnickim i wystawiany w Teatrze Nowoczesnym w Warszawie. Mimo pozytywnych recenzji, Wotowski nie kontynuował pracy w tej dziedzinie literatury.
Od drugiej połowy lat 20. pisał przede wszystkim powieści kryminalne i tzw. kryminalno-salonowe (kryminał dziejący się w wyższych sferach towarzyskich), nierzadko na podstawie faktów (Człowiek, który zapomniał swego nazwiska, Upiorny dom, Czarny adept), niektóre o charakterze romasów (Niebezpieczna kochanka, Kobieta, która niesie śmierć, Złotowłosy sfinks). Jego specjalnością były tzw. powieści z kluczem, pisane na podstawie aktualnych wydarzeń, ze zmienionymi nieznacznie nazwiskami bohaterów (należą do nich Sekta diabła oraz Upiorny dom, zapewne także inne powieści).
Druga część dorobku to tzw. sensacyjne powieści historyczne (Krwawa hrabina, Lekkomyślna księżna, Król awanturników), w których fakty historyczne posłużyły autorowi do stworzenia sensacyjnej fabuły. Wotowski pisał również książki dotyczące magii, zjawisk nadprzyrodzonych i okultyzmu, najczęściej były to krótkie formy będące spisanymi wykładami, z którymi jeździł po całym kraju i które cieszyły się dużą popularnością.
Łącznie dorobek Wotowskiego obejmuje ok. 40 powieści. Przed 1939 rokiem był bardzo popularnym pisarzem – wiele wydań, wysokie nakłady, jedna z powieści zekranizowana (Rycerze mroku, 1932). W PRL jego książki usuwano z bibliotek; w końcu zapomniany.
Jego książki są sukcesywnie wznawiane od 2012 roku w ramach serii Kryminały przedwojennej Warszawy i Polski kryminał retro.

## Powieści kryminalno-sensacyjne
- Czarny adept (1928, wznowiona 2013)
- Rycerze mroku (1929, wznowiona 2012, 2020)
- Demon wyścigów (1930, wznowiona 2019)
- Grzesznica (1930)
- Sekta Diabła (1930, wznowiona 2014)
- Ryta (1930)
- Upiorny dom (1931, wznowiona 2014)
- Półświatek: powieść sensacyjna na tle zakulisowych stosunków Warszawy (1931, wznowiona 2021)
- Ofiary półświatka (1931, wznowiona 2021)
- Kariera Panny Mańki (1932, wznowiona 2020)
- Niebezpieczna kochanka (1932, wznowiona 2020)
- Salon baronowej Wiery (1932, wznowiona 2020)
- Wiedźma. Powieść sensacyjna ze sfer towarzyskich (1932, wznowiona 2023); wydana także jako Kobieta ze sztyletem (1939)[2]
- Złoto i krew: (w szponach czerezwyczajki): powieść sensacyjno-szpiegowska (1932, wznowiona 2020)
- Człowiek, który zapomniał swego nazwiska (1933, wznowiona 2012)
- Złotowłosy sfinks: powieść sensacyjna (1933, wznowiona 2022)
- Kobieta, która niesie śmierć (1937, wznowiona 2023)
- Tajemniczy wróg (1938, wznowiona 2016)

## Powieści historyczne
- O kobiecie wiecznie młodej: (Ninon de Lenclos): szkic historyczny (1924)
- Życie i miłostki imperatorowej Katarzyny II (1927)
- Kobiety w życiu wielkich ludzi (1928, wznowiona 2013)

- George Sand. Kobieta nieposkromionych namiętności: ostatnia miłość Chopina (1928, wznowiona 2014)
- Lekkomyślna księżna (1929; wznowiona 2018 jako Lekkomyślna księżna. Paulina Bonaparte).
- Maria Wisnowska: w więzach tragicznej miłości (1930)
- Krwawa hrabina (1933, wznowiona 2017 jako Krwawa hrabina. Tajemnice Elżbiety Batory)
- Król awanturników: powieść z życia hr. Cagliostro’a (1930, wznowiona 2018)
- Zdrada Lorenzy (1930)

## Pozostałe publikacje
- Rasputin (dramat, 1917)
- Tajemnice życia i śmierci (1924)
- Duchy i zjawy: wykład popularny z dziedziny medjumizmu i badań psychicznych (1924)
- Magja i czary: szkice z wiedzy tajemniczej (1926)
- Tajemnice masonerji i masonów (1926)
- Miłość a kłamstwo ; Samobójstwo (1930)
- Oskar Wojnowski i jego nauka: odczyt wygłoszony przez St. A. Wotowskiego w sali Towarzystwa Higieny (1930)
- Sztuka i czary miłości (1931)
- Nasze sny (1938)
- Zagadka śmierci (1939, cały nakład spalony podczas bombardowania Warszawy)
- Historia o duchach (1939, cały nakład spalony podczas bombardowania Warszawy)